# کلرید تنگستن (V)
کلرید تنگستن(V) (به انگلیسی: Tungsten(V) chloride) با فرمول شیمیایی W۲Cl۱۰ یک ترکیب شیمیایی است. که جرم مولی آن 361.1 g/mol می‌باشد. شکل ظاهری این ترکیب، بلورهای سیاه است.